# De besegrades parad

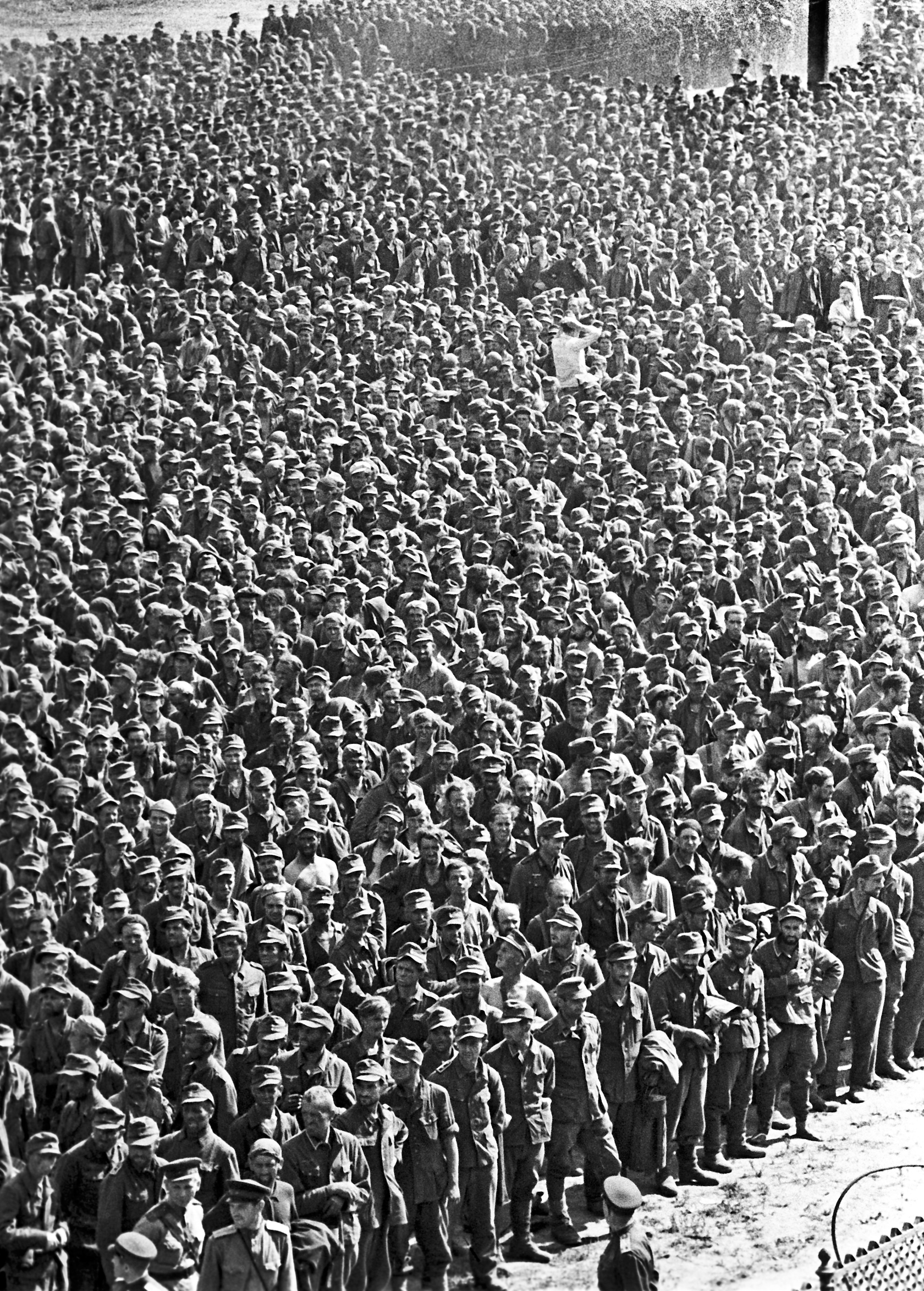
Tyska krigsfångar under uppmarschen i Moskva, 17 juli 1944.

De besegrades parad (ryska: Парад побеждëнных) var en "nederlagsparad" (ryska: Парад поражения) bestående av drygt 57 000 tyska krigsfångar − alltifrån meniga soldater till nitton höga generaler − som arrangerades i Moskva den  17 juli 1944. Paraden var en del av den pågående Operation Bagration, den stora sovjetiska offensiven i Vitryssland sommaren 1944, där Röda armén tog flera hundra tusen krigsfångar.

## Genomförande
Paraden planerades och genomfördes av säkerhetstjänsten NKVD under täcknamnet Operation Den stora valsen, ett namn hämtat från en amerikansk musikalfilm med samma namn som var väldigt populär i Sovjetunionen under åren kring andra världskriget; den var även en av Josef Stalins favoritfilmer.
De fångar som kommenderades att delta i marschen var i färd med att förflyttas från den vitryska fronten till arbetsläger i Sibirien. Moskva blev ett stopp på vägen. 42 000 fångar inhystes i Moskva Hippodrome i västra Moskva. Yttterligare 15 000 fångar övernattade i den närliggande Dynamostadion. Paraden gick sedan genom centrala Moskva och vidare till Kurskijstationen i stadens östra delar. Marschen sträckte sig över nära 15 kilometer, pågick i flera timmar och följdes av tiotusentals nyfikna Moskvabor.
Denna nederlagsparad arrangerades som ett svar på det segertåg som den nazityska ledningen hade lovat sina soldater och allierade vid starten på Operation Barbarossa drygt tre år tidigare. Sovjetmakten ville visa omvärlden och den egna befolkningen att man var i stånd att besegra Nazityskland. För de tyska krigsfångar som transporterades till Moskva för att delta i paraden ville man visa att Moskva inte var någon sönderbombad stad i ruiner som den tyska krigspropagandan hade hävdat.